# Misinto
Misinto (Misent in dialetto brianzolo, AFI: [miˈzẽːt]) è un comune italiano di 5 762 abitanti situato nella parte occidentale della provincia di Monza e della Brianza in Lombardia.

## Geografia fisica

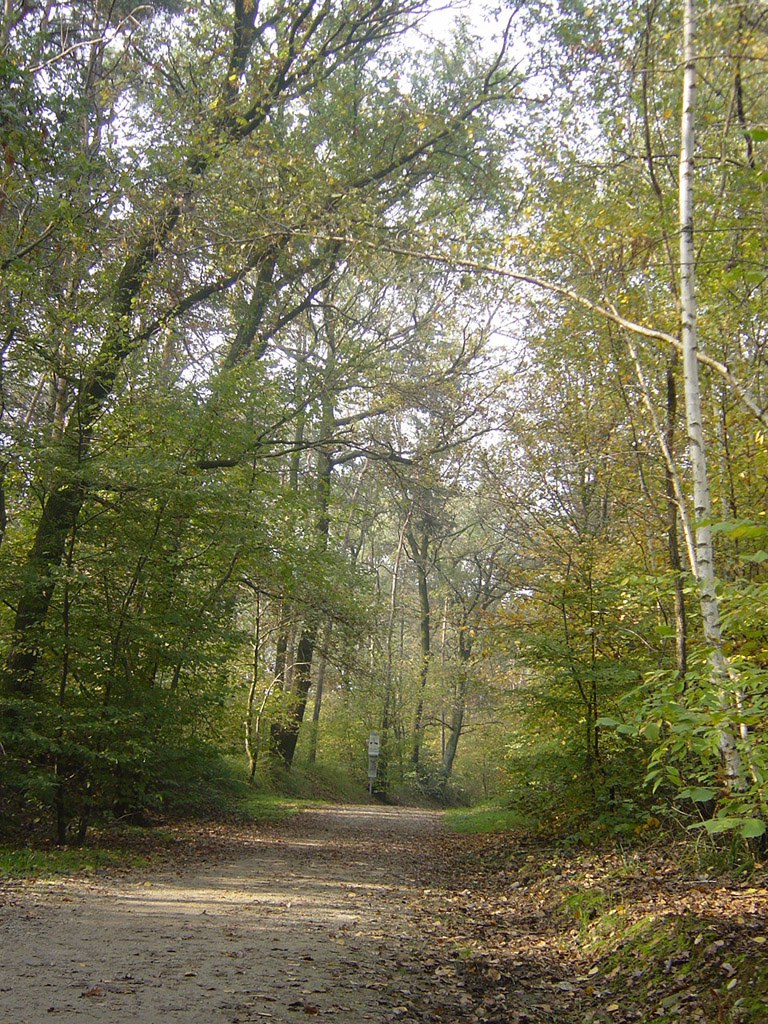
Parco delle Groane e della Brughiera Briantea - Misinto

Posto nella parte settentrionale del Parco delle Groane, un bosco di importanza regionale che si estende fra molti comuni della zona, Misinto è situata nella parte più alta della pianura padana, a metà strada tra Milano e Como. Per i servizi maggiori ci si rivolge generalmente a Saronno, comune della provincia di Varese.
Il fiume più vicino è il Seveso che passa per Lentate e il torrente Lura che scorre a Rovellasca. Il paese è principalmente pianeggiante, con il centro lievemente rialzato. È circondato da campi coltivati a sud e a ovest, mentre a est comunica con il Parco delle Groane. A nord confina con il comune di Lazzate.
Misinto dista, in linea d’aria, 17 km da Monza, circa 24 km da Milano e 16 km da Como

## Origini del nome
L'etimologia del nome "Misinto" secondo alcune ricostruzioni deriverebbe dal latino "Locus Medius Cinctus", facendo probabilmente riferimento alla radura circondata dai boschi in cui sarebbero sorti i primi nuclei abitativi.
Successivamente il nome si è ridotto a "Misente" o a "Misentum", come è citato nei documenti di chiesa.
Nel Liber Notitiae del sec. XII si trova la forma "Misentis".
Nel Quattrocento e nel Cinquecento compare anche la forma "Mixintum", che comunque si riscontra solo in documenti ufficiali esterni al comune.
Dal 1790 circa si impone definitivamente su tutti i documenti civili ed ecclesiastici la forma attuale di "Misinto".

## Storia
Comune autonomo fin dal medioevo, durante il regno napoleonico fu brevemente aggregata a Lazzate e poi a Lentate. Con l'unità d'Italia le parti s'invertirono, perché nel 1869 fu Misinto ad annettere Lazzate, salvo poi perderla nel 1905.
Alcune monete rinvenute nel corso di scavi in località Fornace indicano che il territorio di Misinto doveva essere insediato già in epoca romana; nel 2022 durante gli scavi per il rifacimento del sistema fognario furono ritrovate delle rovine che potevano essere collocate nell'epoca romana, fu un archeologo a accertare che non erano rovine romane ma parte dell'antico acquedotto sotterraneo comunale.

### Simboli
Lo stemma comunale è stato concesso con regio decreto del 20 dicembre 1932.
Il pino e l'erica, pianta tipica della brughiera, rappresentano il paesaggio in parte boschivo e in parte brullo, del territorio del Comune di Misinto. 
L'aquila nera nel capo d'argento è ripresa dello stemma della nobile famiglia milanese dei Carcassola, che nel 1538 era diventata la titolare del feudo della pieve di Seveso, di cui in quel tempo Misinto faceva parte.
Il gonfalone è un drappo bianco con al centro lo stemma del comune.

## Monumenti e luoghi d'interesse

### Edifici religiosi

#### Chiesa di San Siro
Chiesa esistente già dal XIII secolo, l’arcivescovo Carlo Borromeo ne impose la riedificazione nel 1581, ma l’edificio fu terminato solo nel 1640. Fu Federico Borromeo a disporre di trasportare in questo edificio tutto quello che poteva esserci nella chiesa di Santo Stefano, oramai in distruzione. Ampliata verso oriente nel 1894 con l’aggiunta di una cripta, nel 1897 furono create 6 arcate sovrastanti le cappelle, dando luogo ai matronei. La cripta inizialmente fu ricavata solo nello spazio sottostante l’altar maggiore e fu dedicata al Crocifisso. Fu ampliata ancora nel 1898, affinché si potesse accedervi direttamente dalla piazza. Come un piccolo santuario, la cripta fu decorata tutta in stile bizantino e arricchita da una statua della Madonna Addolorata, di forte venerazione. Nel 1911 si valorizzò l’ambiente con l’inserimento di due artistici Reliquiari in legno, che raccolgono più di 600 reliquie di santi.
Nella frazione di Cascina Nuova si trova la nuova chiesa San Bernardo, risalente al 1927, la vecchia chiesa dista pochi metri dalla parrocchia.

### Monumenti

#### Monumento ai caduti della Prima guerra mondiale
Il monumento è collocato all'interno del Parco della Rimembranza, situato lungo via dei Caduti, la via che collega il centro all'oratorio dedicato a San Domenico Savio.
Sulla lapide, posta sotto il dipinto della Pietà di Mauro Conconi, è scritto

### Ville Storiche

#### Palazzo Maggi
Assume tale nome quando, il 3 dicembre 1810 Ermenegildo Vimercati cedette tutta la sua proprietà, terreni e caseggiati, a Carlo Ambrogio Maggi. Circa le origini del palazzo, probabilmente, nel trecento e nel quattrocento (forse in origine fortificato), si effettuò un trapasso di proprietà da una precedente casata a quella dei Vimercati; è certo comunque che il nucleo primitivo della costruzione risale a qualche secolo prima. I Maggi non apportarono modifiche di rilievo, tali da alterare profondamente la planimetria del palazzo, la compagine muraria e l aspetto esteriore non dovevano essere dissimili da come si presentano oggi. Essi aggiunsero forse qualche elemento posticcio (come la veranda interna) e completarono la decorazione di altre sale interne.
Ora il palazzo è sede del municipio e della biblioteca comunale.

#### Villa Riva
Fu la famiglia Solaro, da ritenersi la prima proprietaria dell'immobile. La permanenza a Misinto della famiglia, infatti è documentata fin dal secolo XVI dai registri parrocchiali. In un documento del 1691 vi è la descrizione delle coerenze delle loro proprietà nel territorio di Misinto, suddiviso in più tavole. Nel 1793, quando muore l'ultimo erede dei Solaro Don G. Battista Solari, la vedova Gozzoni, trovatasi sola e senza eredi, passò la proprietà ad Antonia Francesconi, moglie di Zaccaria Riva. Il trapasso deve essere avvenuto proprio nei primissimi anni dell'Ottocento.
Nel 1947 villa e giardino furono acquistati dai Lanzani di Seveso.

## Società

### Evoluzione demografica
Abitanti censiti

 Dal 2010 gli abitanti del paese brianzolo sono in costante aumento. Al 2023 risultano censiti 5 714 abitanti.

## Cultura

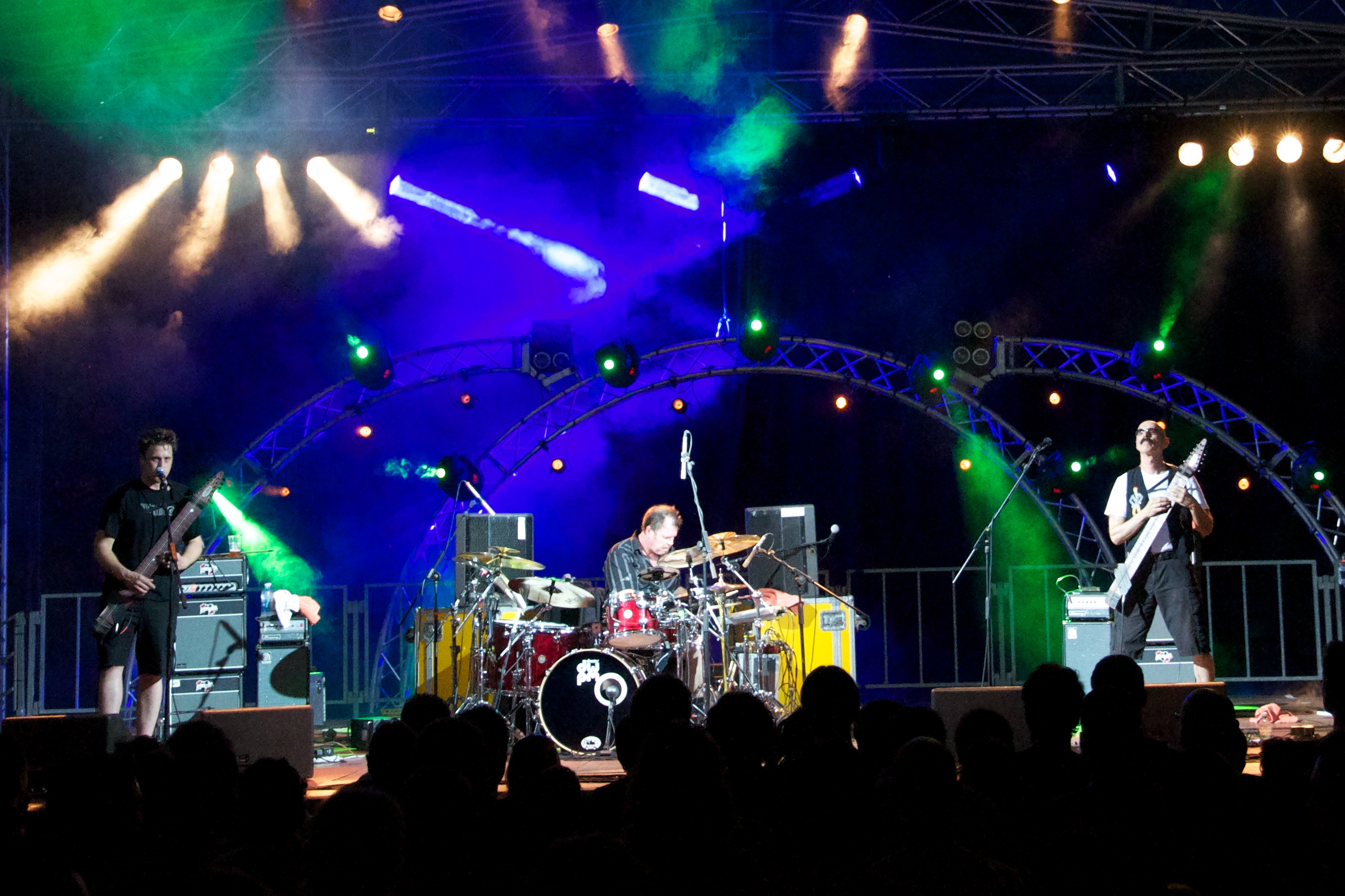
Concerto nel cortile della scuola primaria, in occasione della Misinto Bierfest.

### Istruzione
Misinto offre una scuola primaria formata da tre sezioni. Il cortile della scuola (più di 2500 metri quadrati) viene spesso usato per manifestazioni.
Prima della costruzione della scuola elementare Guglielmo Marconi, le scuole elementari si trovavano nel municipio.

## Geografia antropica
Oltre al capoluogo, sono presenti due frazioni.

### Cascina Nuova
È una frazione di circa 900 abitanti situata a cavallo tra i comuni di Misinto, Cogliate e Rovellasca. Cascina Nuova dal 1925 costituisce parrocchia a sé stante, sebbene amministrativamente dipenda per 2/3 dal comune di Misinto e per 1/3 dal comune di Cogliate.

### Cascina Sant'Andrea
È una località a sud-est del paese, per metà immersa nel Parco delle Groane, sede di alcune imprese artigiane e di alcune famiglie, per un ammontare di trentina di residenti.

## Economia
Il tessuto economico del paese è vivace, come nel resto del circondario ed è prevalentemente caratterizzato da piccole e medie imprese, attive soprattutto nel settore dell'arredamento.

## Infrastrutture e trasporti

### Strade
Da Misinto è possibile raggiungere facilmente Milano e Como grazie alla ex statale dei Giovi (SS 35) che passa nel vicino comune di Lentate sul Seveso. Il tratto della statale che collega Lentate a Cormano è chiamato Superstrada Milano-Meda (SP 35).
Le entrate autostradali più vicine si trovano a Turate e Lomazzo dove passa l'Autostrada dei laghi (A9 Lainate - Como - Chiasso).

### Trasporti
A Misinto non è presente una stazione ferroviaria ma è presente un servizio di trasporto con autobus gestito da Airpullman che lo collega con i comuni limitrofi e con le più vicine sedi di scuole superiori: Saronno, Cesano Maderno e Limbiate.

## Amministrazione
L'attuale sindaco è Matteo Piuri, al suo secondo mandato, eletto insieme alla lista di Nuovi Orizzonti nel 2024 con il 55,39% dei voti contro il 31,62% di Antonio Salerno della lista civica Insieme per Misinto, oltre a Giuseppe Doninelli della lista civica Amare Misinto, che aveva ricevuto il 12,99 dei voti.
| Periodo | Periodo  | Primo cittadino | Partito                                                    | Carica  | Note                     |
| ------- | -------- | --------------- | ---------------------------------------------------------- | ------- | ------------------------ |
| 1985    | 1990     | Fausto Monti    | PSI                                                        | Sindaco |                          |
| 1990    | 1995     | Fausto Monti    | PSI                                                        | Sindaco |                          |
| 1995    | 1999     | Fabrizio Sala   | Lista civica                                               | Sindaco | [ 13 ]                   |
| 1999    | 2004     | Fabrizio Sala   | Lista Civica                                               | Sindaco | Lista civica vicino a FI |
| 2004    | 2009     | Fabrizio Sala   | Lista Civica                                               | Sindaco | Lista civica vicino a FI |
| 2009    | 2014     | Enrico Zanotti  | Coalizione Nuovi Orizzonti Misinto (PDL-Lega Nord Padania) | Sindaco | [ 15 ]                   |
| 2014    | 2019     | Giorgio Dubini  | Lista civica Insieme per Misinto                           | Sindaco |                          |
| 2019    | 2024     | Matteo Piuri    | Coalizione Nuovi Orizzonti (FI, LSP, FdI)                  | Sindaco | [ 16 ]                   |
| 2024    | in corso | Matteo Piuri    | Coalizione Nuovi Orizzonti (FI, LSP, FdI)                  | Sindaco |                          |

## Sport

### Calcio
CGDS Misinto 1971 Associazione Sportiva Dilettantistica è l'unica squadra di calcio del comune.

### Moto club

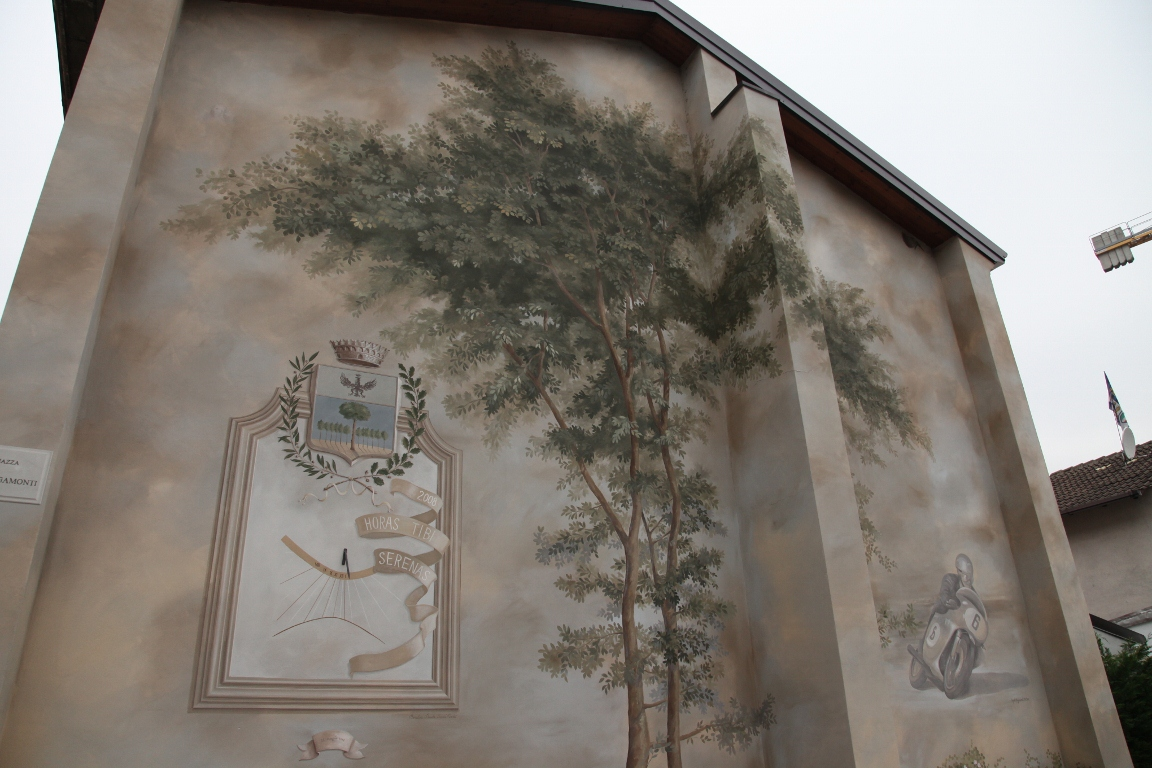
Dipinto dedicato ad Angelo Bergamonti nel centro di Misinto.

Moto Club misintese, dedicato ad Angelo Bergamonti.

### Ciclismo
Nel mese di ottobre, il comune ospita il "Trofeo Comune Misinto" organizzato dal G.S. Misintese Asd, questa competizione fa parte del campionato provinciale Monza e Brianza. Tradizionalmente si svolge la domenica mattina della settimana contenente festa del paese.

### Sci
A Misinto è presente l'attività sportiva amatoriale Sci club I Corvi.

### Pallavolo, karate e altri sport
Il comune mette a disposizione a società private la palestra della scuola elementare G. Marconi. Le tre società che storicamente usufruiscono della palestra sono la ASD Karate, la Oeffe Pallavolo Misinto Under 17 e l'Accademia di danza Misinto.